# ブレスラウ (軽巡洋艦)
| 1912年撮影のブレスラウ |                                                                                                |
| 艦歴                   |                                                                                                |
| 発注                   | フルカン造船所                                                                                 |
| 起工                   | 1910年                                                                                         |
| 進水                   | 1911年5月16日                                                                                  |
| 就役                   | 1912年5月10日                                                                                  |
| 退役                   |                                                                                                |
| その後                 | 1918年1月20日触雷沈没                                                                          |
| 除籍                   |                                                                                                |
| 性能諸元               |                                                                                                |
| 排水量                 | 常備：4.564トン 満載：5,281トン                                                                |
| 全長                   | 138.7m 136.0m(水線長)                                                                          |
| 全幅                   | 13.5m                                                                                          |
| 吃水                   | 4.93m(前部) 5.73m(後部)                                                                        |
| 機関                   | シュルツ・ソーニクロフト式石炭専焼水管缶16基 +AEG-フルカン式低速・高速型直結タービン2組4軸推進 |
| 最大 出力              | 33,482hp                                                                                       |
| 最大 速力              | 27.5ノット                                                                                     |
| 航続 距離              | 12ノット/5,820海里                                                                             |
| 燃料                   | 石炭：450トン(計画)、1,200トン(満載)                                                           |
| 乗員                   | 354名                                                                                          |
| 兵装                   | 10.5cm（45口径）単装速射砲12基 50cm水中魚雷発射管単装2基 機雷120個                             |
| 装甲                   | 舷側：60mm 甲板：40mm 主砲塔：50mm（前盾）、-mm（側盾）、-mm（後盾） 司令塔：100mm             |

ブレスラウ (ドイツ語:SMS Breslau) は、ドイツ帝国海軍 (Kaiserliche Marine) の小型巡洋艦 (Kleiner Kreuzer) で、マクデブルク級の2番艦。1914年8月からはオスマン帝国海軍所属となり、ミディッリ (トルコ語:Midilli) と改名された。1918年1月20日、エーゲ海で機雷により沈没した。

## 艦歴
1911年5月16日、進水。艦名は現在はポーランド領となっているヴロツワフのドイツ語名である。1912年8月に就役。第一次バルカン戦争を受けてドイツ海軍は11月に地中海戦隊 (Mittelmeerdivision) を新編し、モルトケ級巡洋戦艦2番艦ゲーベン (SMS Goeben) と本艦を配備した。ブレスラウはモンテネグロ封鎖に参加した。1913年には、カール・デーニッツ中尉がブレスラウの士官に就任している。

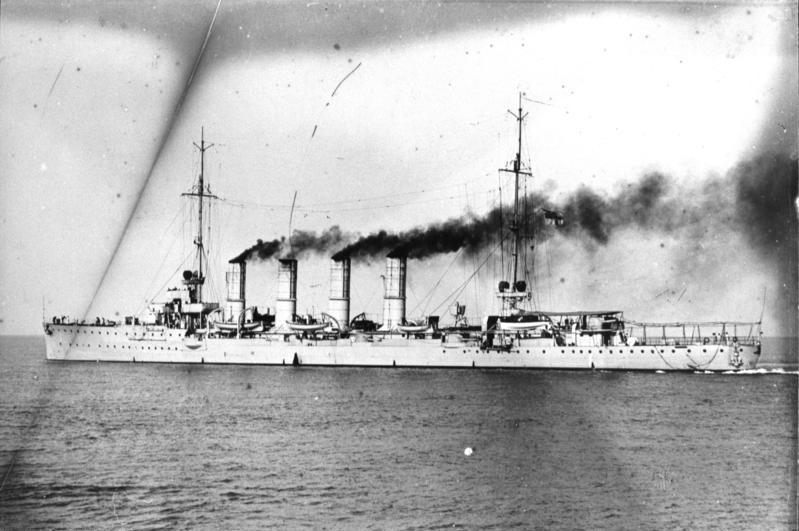
1911年撮影のブレスラウ

1914年7月末の第一次世界大戦勃発時、ドイツ地中海戦隊2隻（ゲーベン、ブレスラウ）はイギリス海軍とフランス海軍の追撃を受けて逃亡した。ドイツ帝国とオスマン帝国は軍事同盟を結んだので、2隻も中央アジアへと逃走、8月10日にダーダネルス海峡を通過してコンスタンティノープルに到着した。8月16日をもってドイツ帝国からオスマン帝国に売却され、2隻ともオスマン帝国海軍の軍艦となる。その際、ゲーベンはヤウズ・スルタン・セリム (Yavuz Sultan Selim) 、ブレスラウはミディッリと改名された。ミディッリは、現在はギリシャ領になっているレスボス島のトルコ語名である。

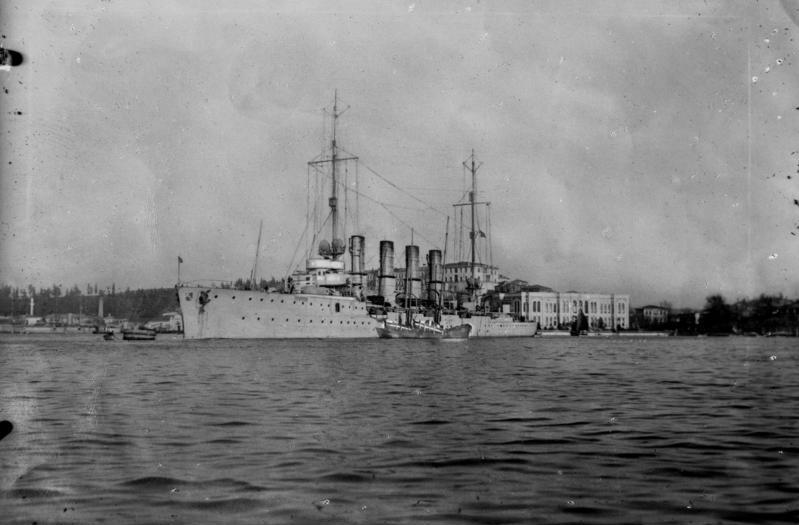
1914年撮影のミディッリ

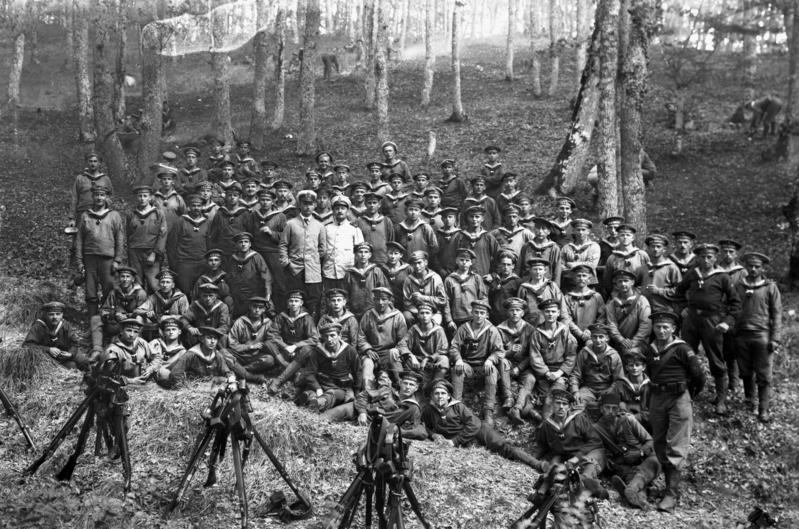
1914年撮影のブレスラウの乗員。ブレスラウの乗員は艦ごとオスマン帝国海軍に編入された

1914年10月29日、オスマン帝国海軍は黒海沿岸のロシア帝国領に対する攻撃をおこなった（黒海襲撃）。ミディッリはノヴォロシースクに対する攻撃を行ったが、ロシア帝国海軍は保有するあらゆる艦船より速力のあるミディッリに対し、なんら有効な反撃を加えることができなかった。ミディッリの速力は、当時の黒海艦隊で最も新しかった巡洋艦よりずっと優れていたのである。11月18日、ヤウズ・スルタン・セリムとミディッリはサールィチ岬沖でロシア艦隊（戦艦パンテレイモンなど）と遭遇し、サールィチ岬の海戦が発生した。12月23日から24日の夜、ロシア軍はゾングルダク港を旧式船を沈めることで封鎖しようと試みる閉塞作戦を実行していた。24日未明、ミディッリはそれら閉塞船と遭遇し2隻を沈没に追い込んだ。
1915年1月6日、オスマン帝国海軍の防護巡洋艦ハミディイェ (Hamidiye) とミディッリはヤルタ沖でロシア艦隊と遭遇し、ミディッリは戦艦エフスターフィイ (Евстафий) に命中弾を与えた。6月10日、ミディッリはボスポラス海峡北方でロシアの駆逐艦2隻と交戦し、1隻を大破させたが、ミディッリも命中弾を受けた。7月18日、ボスポラス海峡沖で触雷して損傷する。これにより、ミディッリは長らく修理に入ることを余儀なくされた。
1916年3月2日、人員および物資輸送任務からの帰路、ミディッリはゾングルダク北方で短時間ロシア駆逐艦2隻と交戦した。4月3日、ミディッリはロシアの掃海艇T-33を攻撃した。4月4日、ミディッリは戦艦インペラトリッツァ・エカチェリーナ・ヴェリーカヤ (Свободная Россия) を中心とするロシア艦隊と遭遇し攻撃を受けた。7月22日、機雷敷設のため出撃していたミディッリはスィノプ北方で迎撃に出てきたロシア艦隊と出遭った。まず、ミディッリはロシア駆逐艦シチャスリーヴィイと交戦した。続いて戦艦インペラトリッツァ・マリーヤが現れミディッリを攻撃したが、ミディッリは直撃弾を受けることなく逃走に成功した。
1917年6月25日、ミディッリはドナウ川河口への機雷敷設などを行った。翌日、戦艦スヴォボードナヤ・ロシヤ（旧インペラトリッツァ・エカチェリーナ・ヴェリーカヤ）を含むロシア艦隊と出会い攻撃を受けた。
1918年1月20日、ヤウズ・スルタン・セリムとミディッリはダーダネルス海峡を出てイムロズ島攻撃にむかった。Kusu湾にいたイギリスのモニター2隻（ラグラン、M28）を撃沈した。それから2隻はリムノス島へ向かおうとしたが、その際にミディッリは触雷して沈没した（インブロス島沖海戦）。

### 注
1. ↑  土獨軍事同盟（英語版、トルコ語版）は8月2日に締結された。
2. ↑  文献によってはミディリと表記する[3]。
3. ↑  これについては、ロシア側のどの艦船が敷設した機雷であるのか、ロシアで論争がある。つまり、黒海艦隊の機雷敷設潜水艦クラープの敷設によるとする意見と、機雷敷設艦アレクセイ大公、コンスタンチン大公、クセーニヤ大公妃が敷設したものとする意見である。